# Walckenaeria wunderlichi
Walckenaeria wunderlichi là một loài nhện trong họ Linyphiidae.
Loài này thuộc chi Walckenaeria. Walckenaeria wunderlichi được Andrei V. Tanasevitch miêu tả năm 1983.